# Давыдово (Кемеровская область)
Давыдово — упразднённая деревня в Кемеровской области. На момент упразднения входила в состав Пионерского поссовета. В 1988 году включен в состав посёлка Пионер и исключен из учётных данных.

## География
Деревня располагалась на правом берегу реки Большая Камышная, у юго-восточной окраины поселка Пионер. Ныне улица Давыдовская города Кемерово.

## История
Основана в 1722 г. По данным на 1926 году деревня Давыдова состояла из 113 хозяйств. В административном отношении входила в состав Комиссаровского сельсовета Щегловского района Кузнецкого округа Сибирского края.
В 1961 года деревня передана в состав Мазуровского сельсовета Кемеровского района, а в 1963 году в состав Ягуновского сельсовета. Решением ОИК № 62 от 28 февраля 1983 г. в поселковую черту поселка Пионерский включена деревня Давыдово.
Решением ОИК № 77 от 14 марта 1988 г. деревня исключена из учётных данных.

## Население
| 1970 | 1979 |
| ---- | ---- |
| 494  | ↘415 |

По переписи 1926 г. в деревне проживал 571 человек (268 мужчин и 303 женщины), основное население — русские.